# برج موسفیلم
برج موسفیلم (روسی: Дом на Мосфильмовской) مجموعه‌ای از ۲ ساختمان مسکونی ۵۴ طبقه و ۳۴ طبقه مستقر در شهر مسکو، روسیه است، که در سال ۲۰۱۱ احداث گردید.